# Рокстон (Техас)
Рокстон (англ. Roxton) — місто (англ. city) в США, в окрузі Ламар штату Техас. Населення — 548 осіб (2020).

## Географія
Рокстон розташований за координатами 33°32′44″ пн. ш. 95°43′30″ зх. д. / 33.54556° пн. ш. 95.72500° зх. д. (33.545568, -95.724933).  За даними Бюро перепису населення США в 2010 році місто мало площу 2,26 км², з яких 2,24 км² — суходіл та 0,02 км² — водойми.

## Демографія
Згідно з переписом 2010 року, у місті мешкало 650 осіб у 280 домогосподарствах у складі 169 родин. Густота населення становила 288 осіб/км².  Було 332 помешкання (147/км²).
Расовий склад населення:
| - 69,7 % — білих - 24,6 % — чорних або афроамериканців - 1,1 % — азіатів - 0,9 % — корінних американців |

До двох чи більше рас належало 2,8 %. Частка іспаномовних становила 1,8 % від усіх жителів.
За віковим діапазоном населення розподілялося таким чином: 25,2 % — особи молодші 18 років, 55,4 % — особи у віці 18—64 років, 19,4 % — особи у віці 65 років та старші. Медіана віку мешканця становила 41,1 року. На 100 осіб жіночої статі у місті припадало 89,5 чоловіків;  на 100 жінок у віці від 18 років та старших — 79,3 чоловіків також старших 18 років.
Середній дохід на одне домашнє господарство  становив 36 733 долари США (медіана — 22 292), а середній дохід на одну сім'ю — 55 282 долари (медіана — 36 875). За межею бідності перебувало 35,1 % осіб, у тому числі 42,4 % дітей у віці до 18 років та 34,0 % осіб у віці 65 років та старших.
Цивільне працевлаштоване населення становило 171 особа. Основні галузі зайнятості: освіта, охорона здоров'я та соціальна допомога — 26,3 %, виробництво — 23,4 %, будівництво — 11,1 %, сільське господарство, лісництво, риболовля — 8,8 %.